# توماس جيل
توماس جيل (بالنرويجية البوكمول: Thomas Gill)‏ (16 مايو 1965 بغريمستاد في النرويج - ) هو لاعب كرة قدم نرويجي في مركز حراسة المرمى. شارك مع منتخب النرويج لكرة القدم. أما مع النوادي، فقد لعب مع شتورم غراتس ونادي أوبه ونادي بران ونادي دويسبورغ ونادي ستارت ونادي سترومسغودست ونادي فايله ونادي فريدريكستاد ونادي فوليرينغا ونادي كوبنهاغن وFK Arendal ‏ والبورك بولدسبيلكلوب ‏ وFK Jerv ‏ وFlekkerøy IL ‏ ونادي آير يونايتد وFC Hjørring ‏ ونادي فريكشهاون ‏.

## وصلات خارجية
- توماس جيل على موقع اتحاد النرويج (النرويجية)
- توماس جيل على موقع قاعدة بيانات كرة القدم.إي يو (الإنجليزية)
- توماس جيل على موقع بيانات كرة القدم. دي إي (الألمانية)
- توماس جيل على موقع ناشيونال فوتبول تيمز (الإنجليزية)
- توماس جيل على موقع عالم كرة القدم.نت (الإنجليزية)